# Río Nièvre (Picardía)
El río Nièvre  es un corto río de Francia, afluente del río Somme por la derecha. Nace en Naours, en el departamento de Somme. Desemboca en el Somme en l’Étoile. Tiene una longitud de 23 km y su cuenca drena 269 km².
- Datos: Q3342322
- Multimedia: Nièvre, Somme / Q3342322